# Nauruisch-schweizerische Beziehungen
Dieser Artikel behandelt die Beziehungen zwischen Nauru und der Schweiz. Das Eidgenössische Departement für auswärtige Angelegenheiten nennt diese «marginal».

## Diplomatie
Die Schweiz erkannte bereits im Jahr 1969 die Unabhängigkeit des pazifischen Inselstaates an, diplomatische Beziehungen zwischen den beiden Staaten bestehen allerdings erst seit 2003. Diese Beziehungen werden von der schweizerischen Botschaft im australischen Canberra wahrgenommen und beschränken sich auf sporadische Kontakte sowie vereinzelte Zusammenarbeit im multilateralen Rahmen.

## Wirtschaft
Beide Staaten unterhalten Handelsbeziehungen in sehr geringem Ausmaß. Die Republik Nauru exportierte zwischen 1995 und 2018 Waren und Dienstleistungen im Wert von etwa 304'000 US-Dollar nach der Schweiz. Den grössten Anteil an diesen Exporten hatten Farbstoffe wie Tannine sowie organische Chemikalien (37 Prozent) und Aluminium sowie Eisen einschliesslich ihrer Produkte (28 Prozent).
Im selben Zeitraum importierte Nauru aus der Schweiz Waren und Dienstleistungen im Gegenwert von etwa 1,65 Millionen US-Dollar, vor allem elektrische Maschinen (984'000 Dollar) einschliesslich Signalgeneratoren (628'000 Dollar).